# Gymnodoris
Gymnodoris es un género de moluscos nudibranquios de la familia Gymnodorididae.

## Especies
El Registro Mundial de Especies Marinas reconoce las siguientes especies válidas en el género Gymnodoris:
- Gymnodoris alba (Bergh, 1877)
- Gymnodoris amakusana (Baba, 1996)
- Gymnodoris arnoldi (Burn, 1957)
- Gymnodoris aurita (Gould, 1852)
- Gymnodoris bicolor (Alder & Hancock, 1864)
- Gymnodoris brunnea Knutson & Gosliner, 2014
- Gymnodoris ceylonica (Kelaart, 1858)
- Gymnodoris citrina (Bergh, 1877)
- Gymnodoris coccinea (Eliot, 1904)
- Gymnodoris crocea (Bergh, 1889)
- Gymnodoris impudica (Rüppell & Leuckart, 1830)
- Gymnodoris inariensis Hamatani & Osumi, 2004
- Gymnodoris inornata (Bergh, 1880)
- Gymnodoris kouaouae (Risbec, 1928)
- Gymnodoris maculata Stimpson, 1855
- Gymnodoris marginata (Odhner, 1917)
- Gymnodoris nigricolor Baba, 1960
- Gymnodoris okinawae Baba, 1936
- Gymnodoris pattani Swennen, 1996
- Gymnodoris plebeia (Bergh, 1877)
- Gymnodoris pseudobrunnea Knutson & Gosliner, 2014
- Gymnodoris striata (Eliot, 1908)
- Gymnodoris subflava Baba, 1949
- Gymnodoris subornata Baba, 1960
- Gymnodoris tuberculosa Knutson & Gosliner, 2014

- Gymnodoris concinna (Abraham, 1876) (taxon inquirendum)

Especie cuyo nombre ha dejado de ser aceptado por sinonimia:

- Gymnodoris rubropapulosa (Bergh, 1905) aceptada como Gymnodoris impudica (Rüppell & Leuckart, 1830)

## Galería

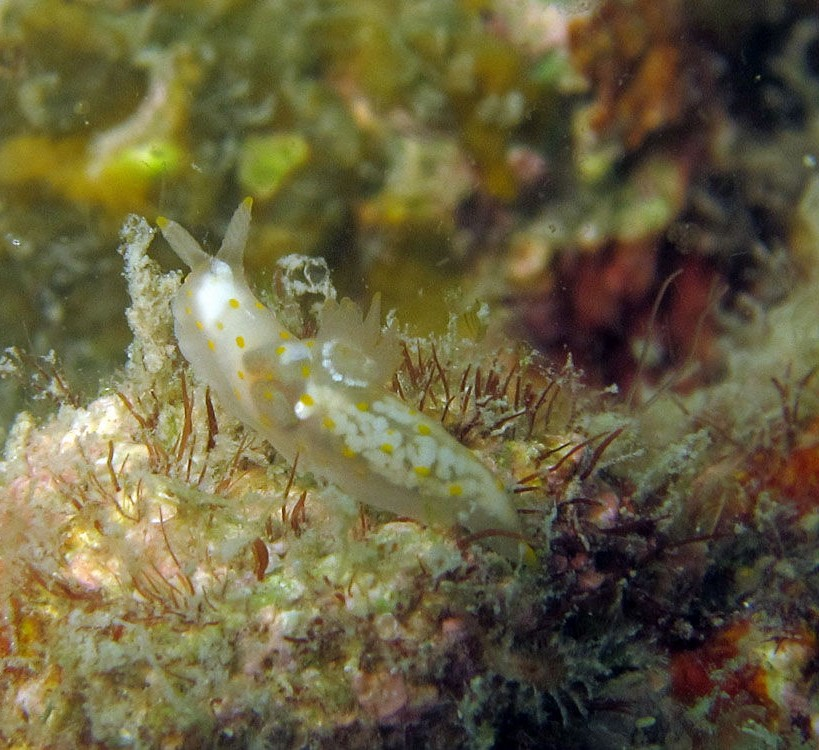
Gymnodoris alba
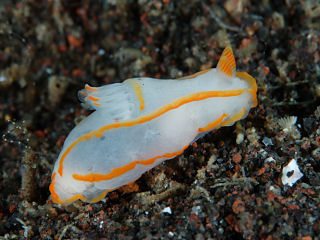
Gymnodoris amakusana
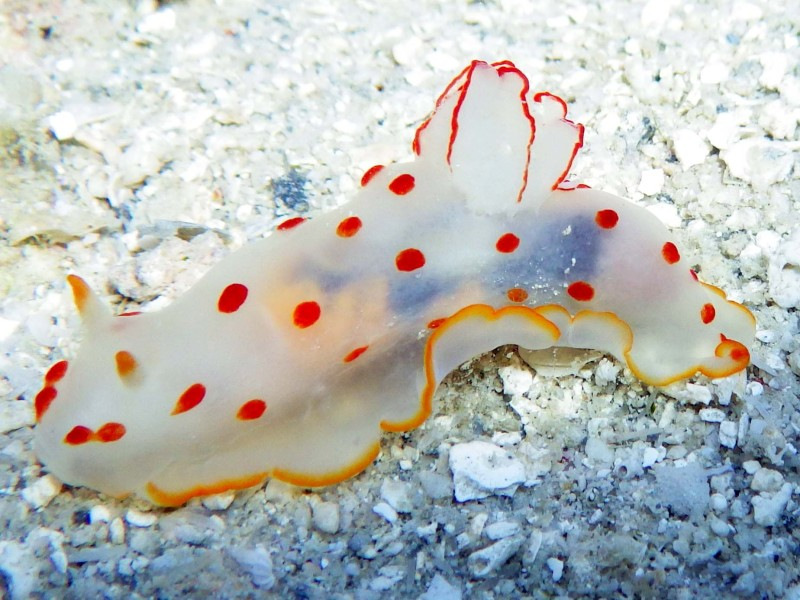
Gymnodoris ceylonica
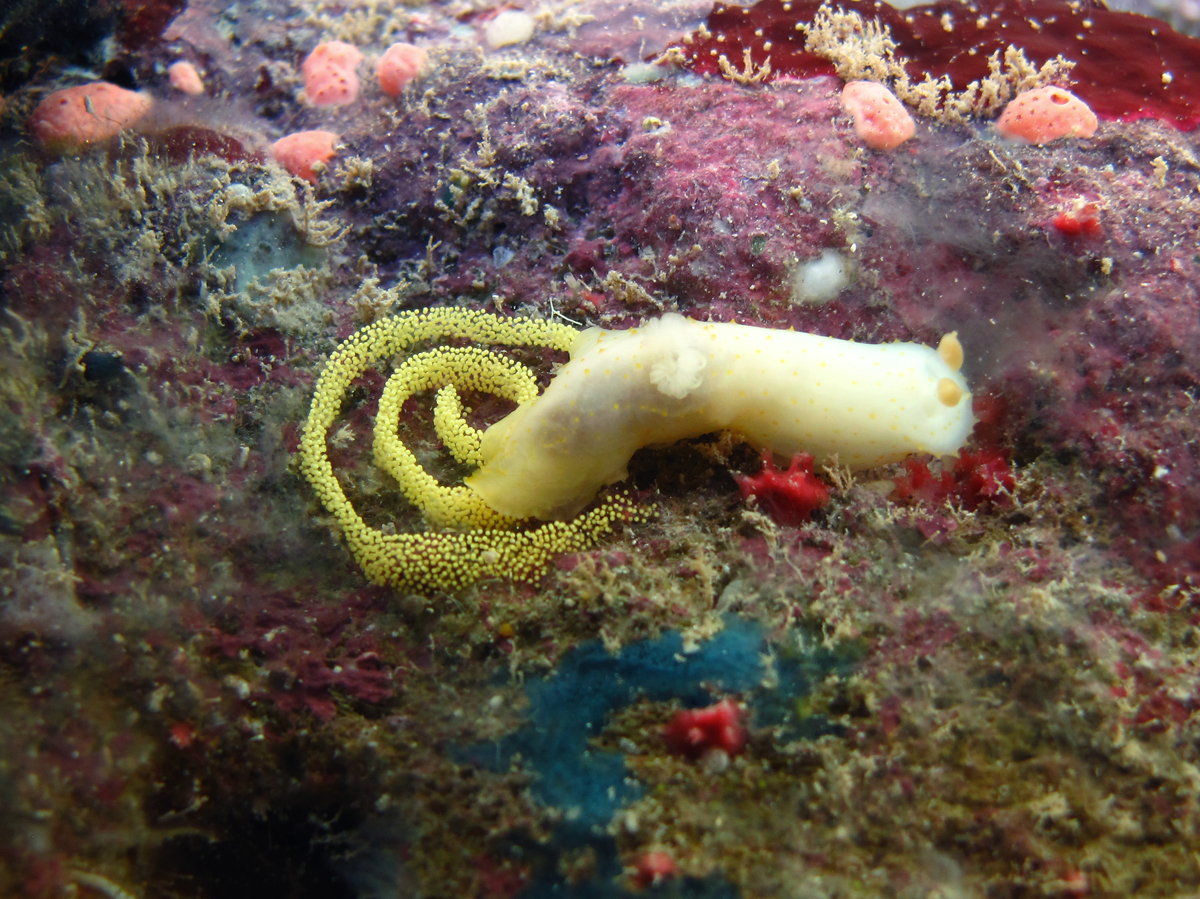
Gymnodoris citrina
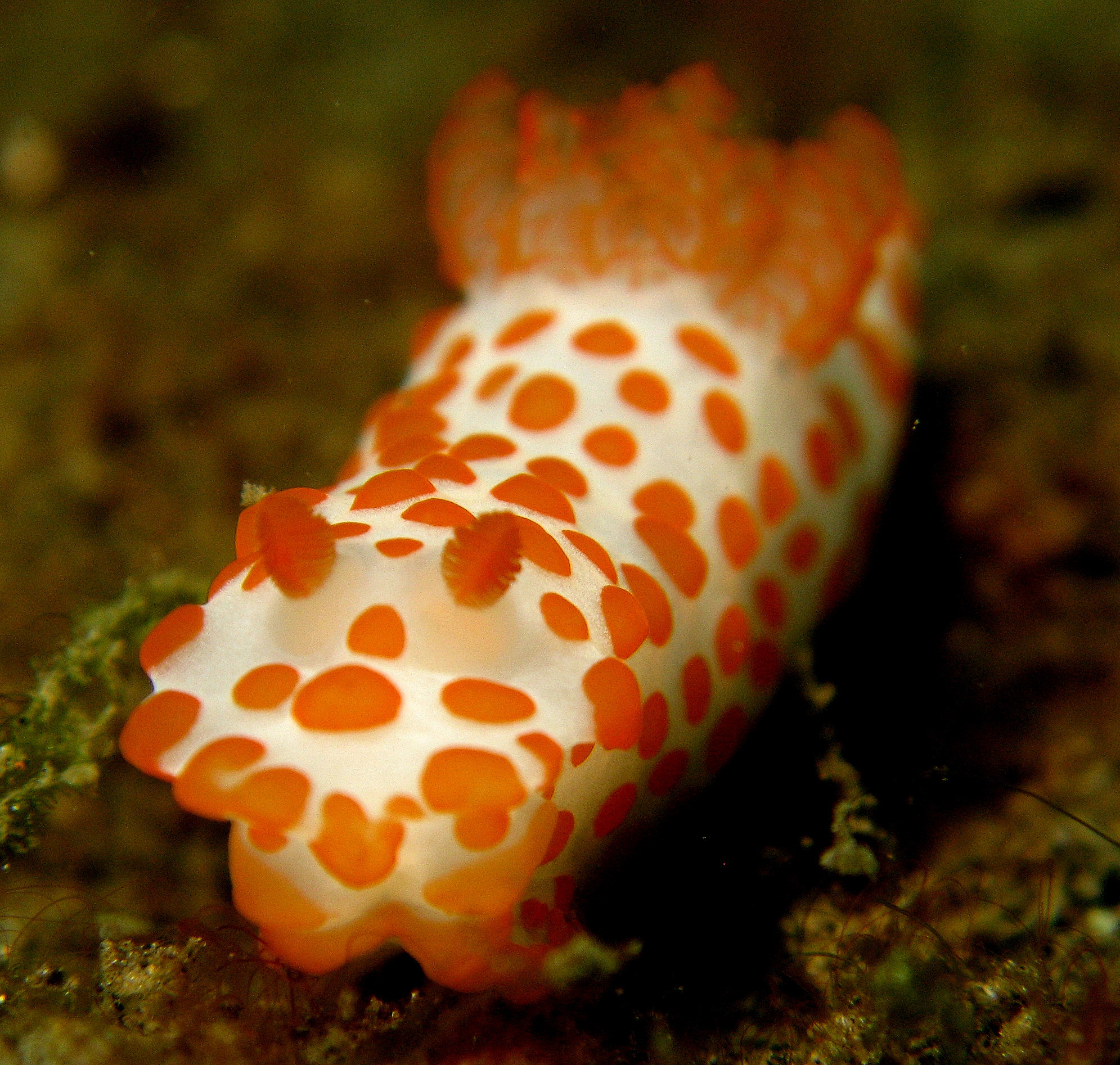
Gymnodoris impudica
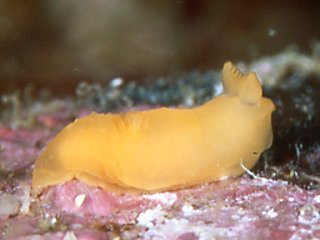
Gymnodoris inornata
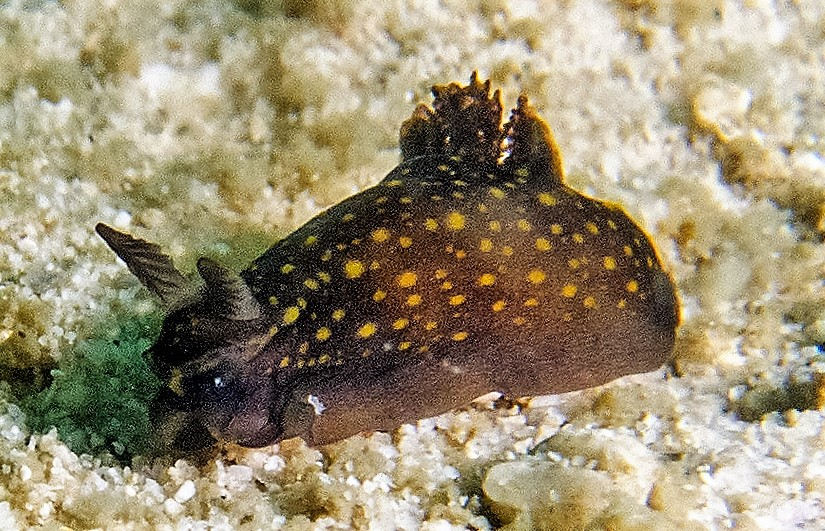
Gymnodoris nigricolor
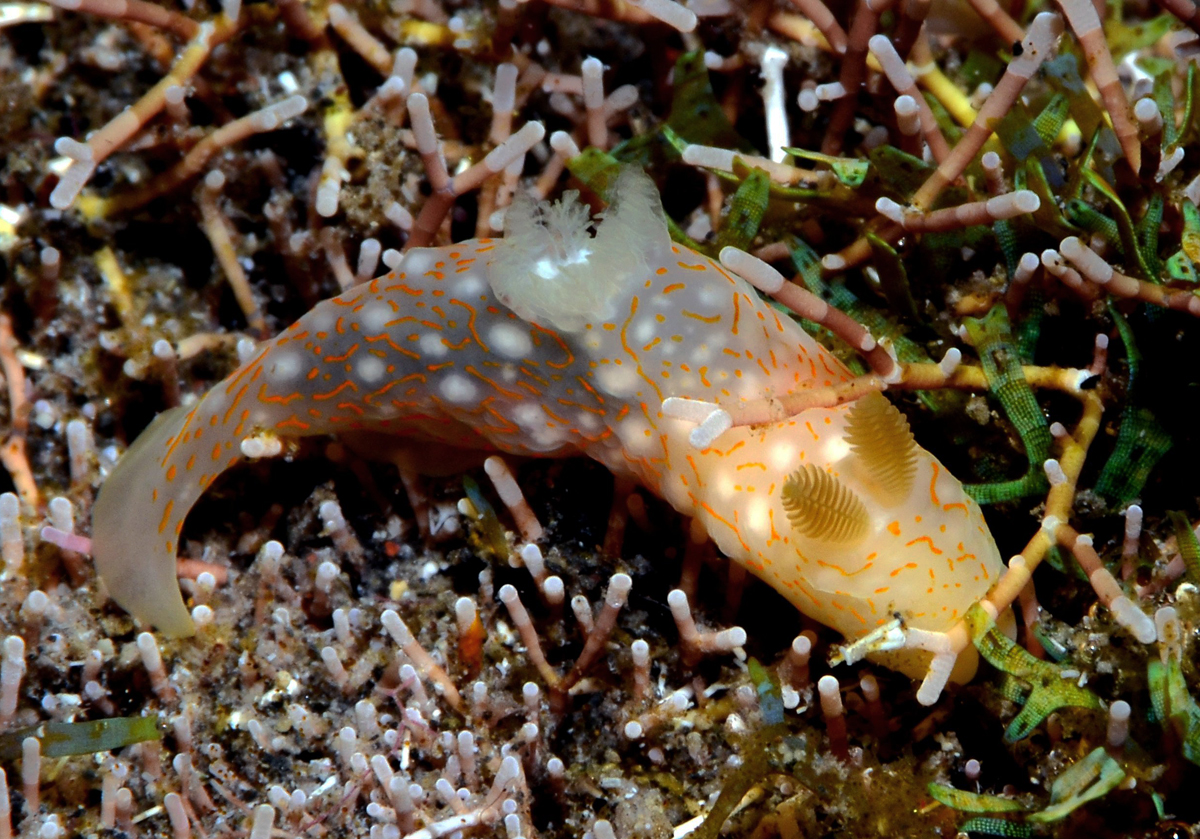
Gymnodoris okinawae
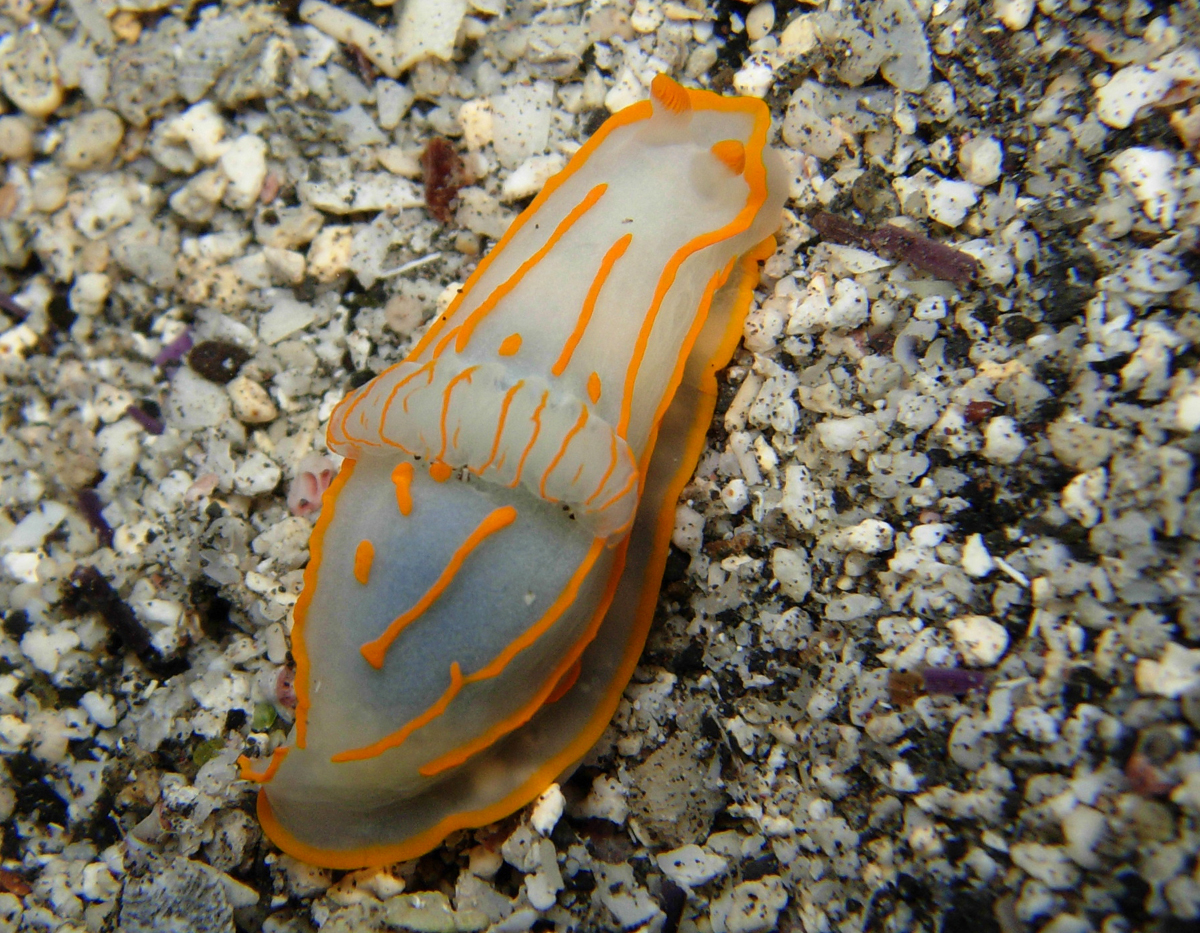
Gymnodoris striata
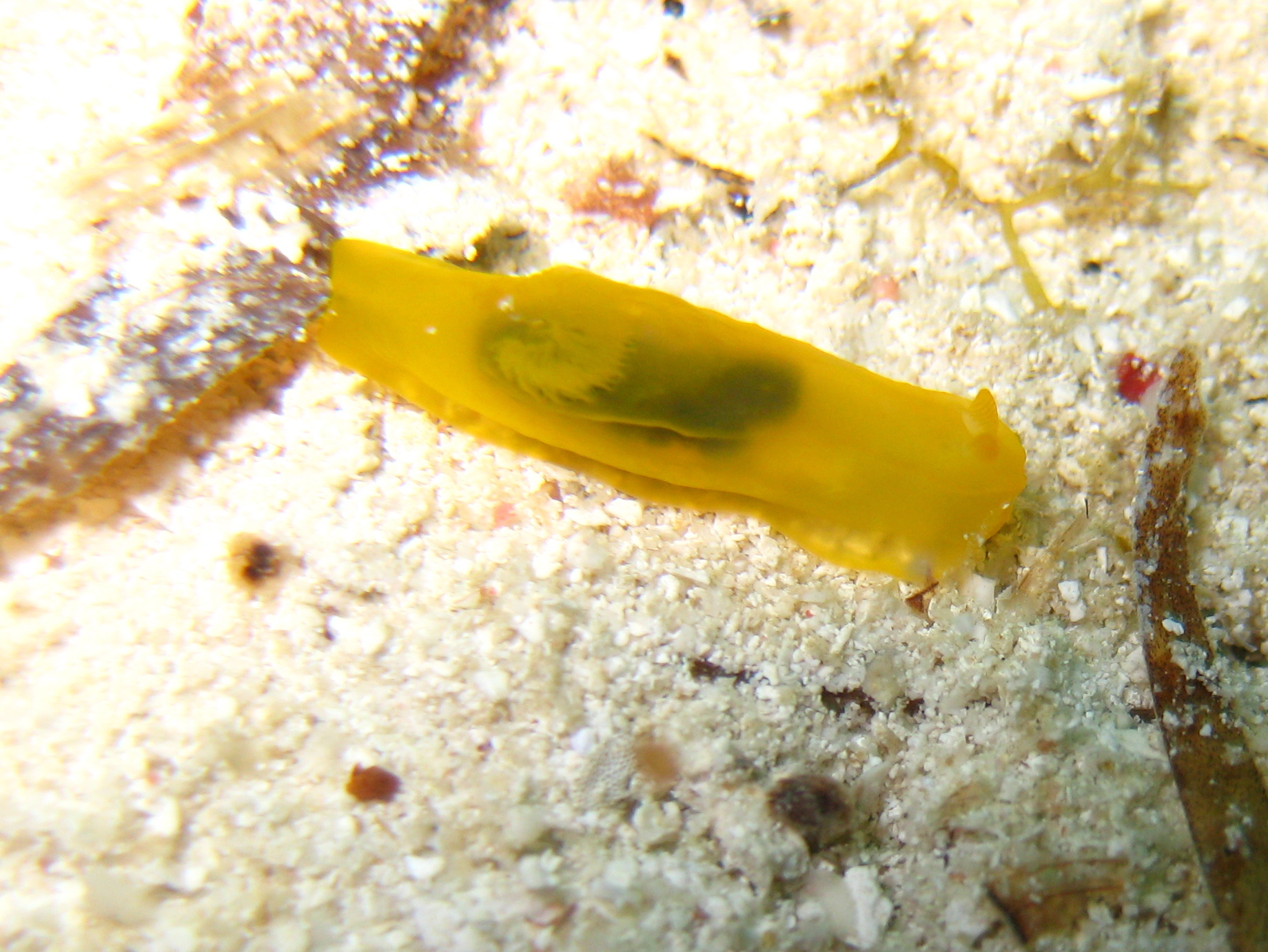
Gymnodoris subflava
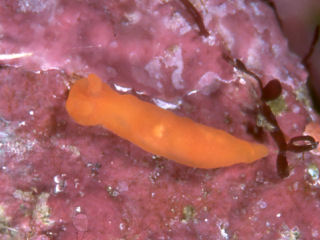
Gymnodoris subornata
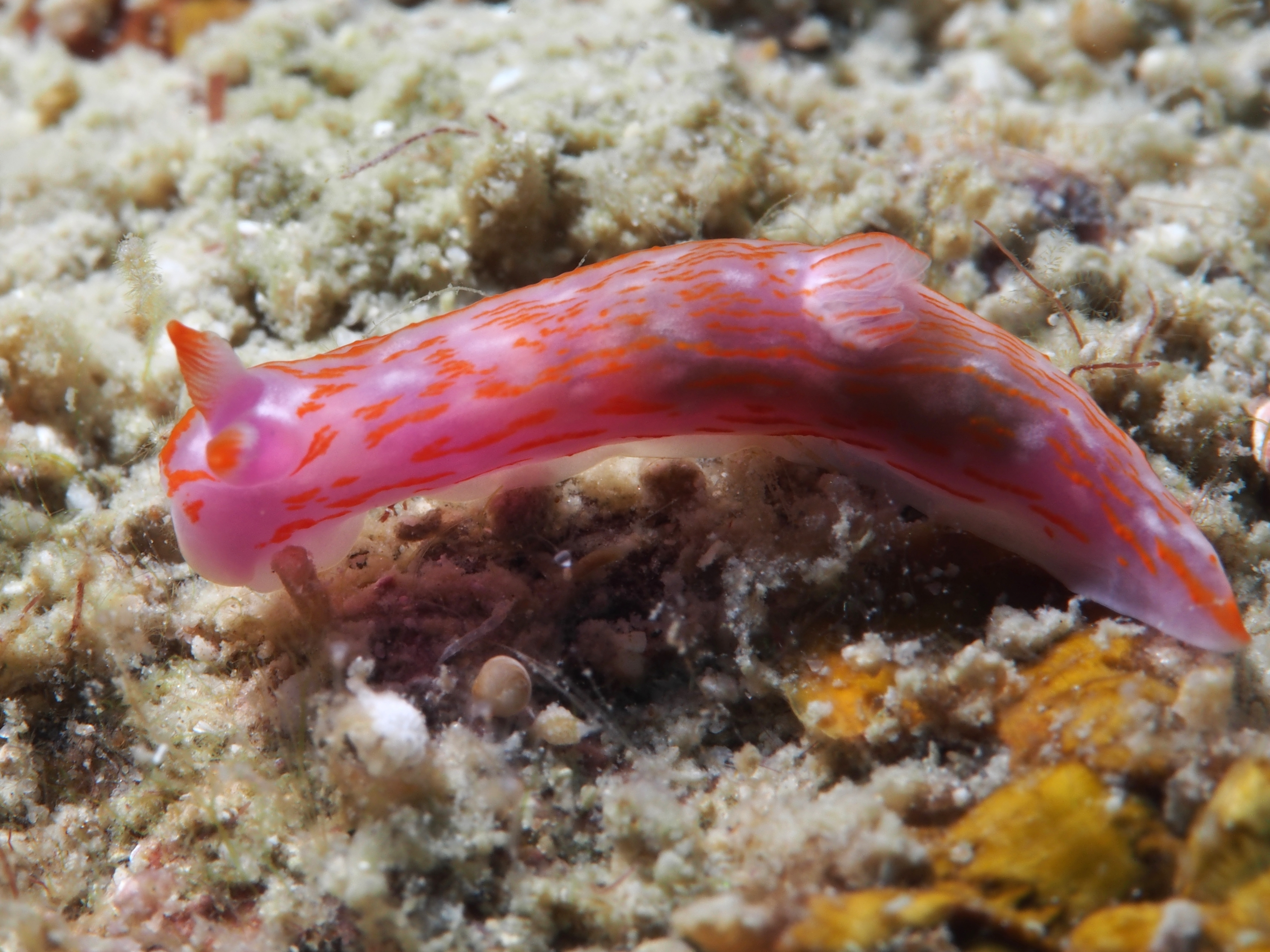
Gymnodoris sp

## Morfología
El género se caracteriza por tener el cuerpo alargado, limaciforme, más abultado o elevado en la región central. Manto obsoleto, y sin apéndices. Los tentáculos dorsales, o rinóforos sensoriales, son laminados y retráctiles. Las branquias son pinnadas, no retráctiles, y situadas alrededor del ano, casi en el centro de la espalda. La boca carece de velo o tentáculos orales, y sin mandíbulas, con el odontóforo amplio y portando espinas simples.

## Reproducción
Son ovíparos y hermafroditas simultáneos, que cuentan con órganos genitales femeninos y masculinos: receptáculo seminal, bursa copulatrix o vagina, próstata y pene. No obstante, no pueden autofertilizarse, por lo que necesitan copular con otro individuo para ello. La cópula puede ser unidireccional, entre dos individuos, o en grupo, formando cadenas o círculos en las que un mismo individuo ejerce de macho inseminando a otro ejemplar, mientras simultáneamente es inseminado por otro individuo diferente.
Las puestas de huevos consisten en tiras de huevos formando balones o cilindros, que se fijan al sustrato mediante un mucus. El diámetro de los huevos es 88.05 ± 31.30 μm.

## Alimentación
Son predadores carnívoros, alimentándose principalmente de otros opistobranquios, como especies de Cephalaspidea, Aplysiomorpha, Sacoglossa
o Nudibranchia, incluidos con-específicos, con quienes tanto copulan, como consumen como presas.

## Hábitat y distribución
Estas pequeñas babosas marinas se distribuyen por los océanos Índico y Pacífico.
Habitan aguas templadas y tropicales, en un rango de temperatura entre  3.52 y 29.24 °C, y en un rango de profundidad entre 0,5 y 99 m.
 Se localizan en fondos arenosos y rocosos, principalmente de arrecifes de coral.